# Lomographa elsinora
Lomographa elsinora es una especie de polillas de la familia Geometridae. La especie fue descrita por primera vez por el entomólogo estadounidense George Duryea Hulst en 1900. Tiene distribución con endemismo en el estado de California. El holotipo de la especie fue descrita en los alrededores de Lake Elsinore, de ahí su nombre.

## Descripción
L. elsinora se reconoce por la superficie superior de las alas anteriores, que es de color gris pálido y con una mácula reducida u obsoleta. Las alas posteriores son blancas. La cabeza y el tórax son blanco grisáceo pálido por encima, algunos ejemplares con escamas negras dispersas y gris por debajo. Las patas son blancas o blanco grisáceo, con la superficie externa marrón. El abdomen es gris blanquecino pálido con escamas negras dispersas.
La especie se distribuye de manera endémica en la costa de California, desde los condados de San Diego hasta San Luis Obispo, y noroeste de Baja California, en México. 
El período de vuelo es entre marzo a junio, con muy pocos ejemplares datados en enero, agosto y septiembre.